# Сотирий (Афанасулас)
Архиепископ Сотирий Афанасулас (греч. Αρχιεπίσκοπος Σωτήριος; род. 19 февраля 1936, Лепиана) — епископ Константинопольской православной церкви, архиепископ Канадский (с 2019), экзарх Арктики.

## Биография
Окончил Богословскую школу Афинского университета, а затем получил степень магистра богословия в Монреальском университете.
Мирянином служил завучем в Бостонской школе богословия.
17 июля 1962 года хиротонисан во диакона, а на следующий день — во пресвитера. С того времени служил в Канаде.
В 1967 году являлся вице-президентом христианского павильона на Всемирной выставке в Монреале.
18 декабря 1973 года был избран, а 27 января 1974 года хиротонисан в титулярного епископа Константского, викария Американской архиепископии для окормления Канады. В то время в его ведении было 22 прихода.
15 марта 1979 года был избран епископом Торонтским.
С 1968 по 1996 год служил членом Совета Американской архиепископии.
В 1975—1978 годах состоял членом совета директоров Торонтского университета.
В составе межхристианских делегаций в 1981 году посетил Китай, а в 1982 году — Австралию.
В 1996 году временно управлял Американской архиепископией.
24 сентября 1996 года Торонтское викариатство Американской архиепископии стало самостоятельной митрополией, в связи с чем епископ Сотирий был возведён в сан митрополита.
В 1998 году в его митрополии была учреждена Торонтская православная богословская академия.
К 2012 году число приходов в его митрополии составляло уже 75.
Кроме родного греческого владеет английским и французским.

## Награды
- медаль в честь 100-летия Канады
- медаль «Канада 125»
- медаль в честь золотого юбилея королевы Елизаветы II (2002)
- медаль в честь бриллиантового юбилея королевы Елизаветы II (2012)
- медаль города Афины
- великий командор ордена Феникса Греции